# Бартники (Вармінсько-Мазурське воєводство)
Бартники (пол. Bartniki, нім. Bleichenbarth) — село в Польщі, у гміні Ківіти Лідзбарського повіту Вармінсько-Мазурського воєводства.
Населення — 89 осіб (2011).
У 1975-1998 роках село належало до Ольштинського воєводства.

## Демографія
Демографічна структура станом на 31 березня 2011 року:
|          | Загалом | Допрацездатний вік | Працездатний вік | Постпрацездатний вік |
| -------- | ------- | ------------------ | ---------------- | -------------------- |
| Чоловіки | 51      | 9                  | 37               | 5                    |
| Жінки    | 38      | 10                 | 21               | 7                    |
| Разом    | 89      | 19                 | 58               | 12                   |